# Рондяк Петро
Рондяк Петро (1873—1944) — суддя родом з Самбірщини.
З 1918 року адвокат у Косові, організатор культурного і кооперативного життя Косівщини. Був головою філії «Просвіти», засновник Народного Дому. Член ЦК УНДО.